# Escut del Líban
L'escut del Líban fou adoptat el 1943, juntament amb la bandera. Té el camper de gules amb una barra d'argent carregada d'un cedre de sinople.
Es va voler fer un emblema neutre, que no representés específicament cap de les faccions religioses del país. Oficialment, el vermell representa el sacrifici del poble libanès durant la lluita per la independència, mentre que el blanc és el color de la puresa i la pau. El cedre és l'arbre nacional libanès i és un símbol del Líban des dels temps del rei Salomó; simbolitza la felicitat i la prosperitat.
És molt similar a la bandera, amb la diferència que aquesta porta una faixa de doble amplada en comptes de la barra de l'escut.